# Ivan Nikuradzé
Ivan (naturalisé en Johann) Nikuradzé (ივანე ნიკურაძე, Ivane Nikuradze ; né le 20 novembre 1894 à Samtredia ; † 18 juillet 1979) est un ingénieur hydraulicien allemand d’origine géorgienne. Avec son frère, le physicien et géopolitologue Alexander Nikuradse, il fut en relation avec Alfred Rosenberg et joua un rôle considérable dans le sauvetage de plusieurs réfugiés géorgiens au cours de la Seconde Guerre mondiale.

## Biographie
Johann Nikuradse effectua ses premières années d'étude à Koutaïssi. Sur la recommandation du doyen de l’Université d'État de Tbilissi, Petre Melikishvili, il obtint en 1919 une bourse pour poursuivre ses études à l'étranger. En 1921, les Soviets de Géorgie lui ayant intimé l'ordre de rentrer dans sa patrie, Nikuradse demanda la nationalité allemande.
Nikuradse était depuis 1920 doctorant de Ludwig Prandtl et travailla par la suite comme chercheur au Laboratoire Kaiser-Wilhelm de Mécanique des Fluides. Au début des années 1930, la cellule nazie de son laboratoire l'accusa de vols de livres et d'espionnage au profit de l’Union soviétique, et cela malgré les liens qu'il entretenait avec plusieurs membres du parti. Au début, Prandtl prit sa défense, mais, en 1934, il dut renoncer. De 1934 à 1945, il fut professeur de l’Université de Breslau, et en 1945, devint professeur honoraire de l’Université technique d’Aix-la-Chapelle.
Nikuradse vécut longtemps à Göttingen et se consacrait à l'hydrodynamique. Son principal article parut en allemand en 1933.
Nikuradse mesura précisément le frottement de paroi dans les écoulements en charge, pour différentes rugosités et différentes vitesses ; ses recherches précèdent de cinq ans celles du Britannique Colebrook. La relation qui synthétise ses observations montre la dépendance entre le coefficient des pertes de charge linéaires et la vitesse moyenne (le débit) :
Échec de l’analyse (SVG (MathML peut être activé via une extension du navigateur) : réponse non valide(« Math extension cannot connect to Restbase. ») du serveur « http://localhost:6011/fr.wikipedia.org/v1/ » :): {\displaystyle \frac{1}{\sqrt{\lambda}} = 2 \log_{10} \left( \frac{3{,}71 d}{k} \right)}

d: diamètre de la conduite (en mm)
k: rugosité absolue (en mm)
Cette relation est valable pour les écoulements à turbulence élevée (nombre de Reynolds Re > 100 000). Le régime transitoire en turbulence intermédiaire est donné par la relation corrective de Colebrook.

## Voir également
- Abaques de Nikuradse dans l'article Rugosité